# Court (film)
Court è un film del 2014 diretto da Chaitanya Tamhane.

## Riconoscimenti
- 2014 – Mostra internazionale d'arte cinematografica
  - Leone del futuro - Premio Venezia opera prima "Luigi De Laurentiis"
  - Premio Orizzonti per il miglior film
- 2015 – National Film Awards
  - Miglior film